# Non sequitur (Star Trek: Voyager)
"Non sequitur" (títol original en anglès "Non Sequitur") és el cinquè episodi de la segona temporada i el 21è del total de la sèrie de televisió de ciència-ficció estatunidenca Star Trek: Voyager. La història va ser escrita pels autònoms Jimmy Diggs i Steve J. Kay, basada en l'experiència de Diggs mentre servia a la Marina dels Estats Units. Va ser escrit per Brannon Braga, i dirigit per David Livingston. L'episodi es va emetre originalment a UPN el 25 de setembre de 1995.
Ambientada al segle XXIV, la sèrie segueix les aventures de la tripulació de la Flota Estel·lar i els Maquis de la nau estel·lar USS Voyager després de quedar encallats al Quadrant Delta lluny de la resta de la Federació. En aquest episodi Harry Kim queda enigmàticament encallat a la Terra, només per descobrir que les vides dels seus companys han canviat radicalment. Gran part de l'episodi té lloc a la Terra a la mateixa era que Voyager, però en una línia de temps alternativa causada per una anomalia.

## Argument
Harry Kim és a bord d'una llançadora que tremola violentament. Mentre contacta amb la «Voyager», la Capitana Janeway intenta teletransportar-lo, i ell desperta a la Terra a San Francisco al costat de la seva xicota, Libby, a qui havia trobat molt a faltar. La data és la mateixa que recordava, però la seva vida és completament diferent: Harry conserva els records del seu temps a la «Voyager», però no hi ha proves que mai hagi estat a bord. Kim descobreix que li van denegar un lloc a la «Voyager» i després va acceptar una missió de treballar al centre de desenvolupament de llançadores a la seu de la Flota Estel·lar.
Després de deixar una reunió informativa amb els almiralls a causa d'una «malaltia», busca alguna explicació per a la seva situació actual. Harry utilitza el seu coneixement dels codis de seguretat de la «Voyager» per obtenir informació classificada sobre la seva nau. Kim s'adona que d'alguna manera ha intercanviat llocs amb el seu amic Daniel Byrd. Mentre fulleja el manifest de la tripulació, Kim s'adona que Tom Paris tampoc no apareix com a part de la tripulació de la Voyager. S'assabenta que Paris ara viu a Marsella, França, després de la seva llibertat condicional, i hi va per intentar aconseguir la seva ajuda per esbrinar què va passar. Paris li diu a Kim que va perdre el seu lloc d'"assessor" a la Voyager després que Odo el tanqués a la presó per haver-se barallat amb Quark abans de la partida de la Voyager, una baralla que Kim va evitar a la línia temporal original. Harry intenta convèncer Tom perquè vagi a la seu de la Flota Estel·lar per fer una simulació de transbordador, però Paris ho rebutja com un simple intent de reclutar-lo com a peó.
En tornar a San Francisco, Kim és detingut per seguretat i portat a la seu de la Flota Estel·lar per interrogar-lo a causa del seu accés no autoritzat a arxius restringits i la seva recent associació amb Paris. Kim és sospitós de ser un espia dels Maquis i li posen un grilló electrònic per rastrejar els seus moviments. Descobreix que un accident amb una llançadora el va fer caure en un flux temporal i entrar en una línia temporal on mai va formar part de la tripulació de la Voyager. Un extraterrestre del flux temporal li diu a Kim que si recrea les condicions de l'accident amb precisió, podria tornar a la seva pròpia realitat, però hi ha un risc considerable. L'extraterrestre es pregunta si Harry estava destinat a ser aquí en aquesta línia temporal com a "destí", però Harry ho rebutja, assenyalant Daniel i Tom i afirmant que se suposa que ha de ser a la Voyager.
Harry intenta manipular el seu grilló, però activa l'alarma de manipulació, que alerta la Flota Estel·lar. Paris ajuda Kim i el rescata. Roben una llançadora i intenten recrear l'accident. Una nau estel·lar els segueix i els dispara, però a Kim se li acudeix una idea per frenar la nau durant un parell de segons, cosa que li dóna temps a la llançadora. Kim recorda que abans que les coses anessin malament, s'estava preparant per a un transport d'emergència i, per tant, ha de teletransportar-se des de la llançadora, cosa que fa moments abans que sigui destruïda. Immediatament, Kim torna al moment anterior a haver de preparar-se per al transport d'emergència, on la tripulació transporta per poc a Kim de tornada a la nau abans que es trenqui el buc. Un Kim feliç expressa la seva gratitud a un Paris desconcertat. 

## Producció
L'episodi es va rodar parcialment al mateix plató utilitzat com a Nova Orleans a Star Trek: Deep Space Nine i reutilitza metratge antic de Star Trek IV: Missió salvar la Terra i de l'episodi de Star Trek: La nova generació "Relíquies".